# 萊姆普斯特 (新罕布什爾州)
萊姆普斯特（英語：Lempster）是一個位於美國新罕布什爾州沙利文縣的鎮。

## 人口
根據2020年美國人口普查的數據，萊姆普斯特的面積為84.80平方千米，當中陸地面積為83.80平方千米，而水域面積為1.00平方千米。當地共有人口1118人，而人口密度為每平方千米13人。